# Betonningsrichting
De betonningsrichting is het gezichtspunt of richting van waaruit rechts of links op vaarwegen benoemd worden.
De betonningsrichting is afhankelijk van het systeem dat er gebruikt wordt voor de betonning. Internationaal wordt het IALA Maritiem Betonningsstelsel (IALA Maritime Buoyage System) gebruikt. Daarnaast wordt in Europa op binnenwateren het SIGNI-systeem (Signalisation des Voies de Navigations Intérieuré) gebruikt dat naadloos aansluit op het IALA-systeem (Regio A). Dit houdt in dat een schip dat vanuit zee richting de haven vaart of op een binnenwater stroomopwaarts vaart, aan bakboord rode betonning aantreft en aan stuurboord groene betonning. Alleen de betonningsrichting verschilt tussen de beide systemen van beide gebieden.

## Op Europese binnenwateren
Op Europese binnenwateren is de betonningsrichting volgens het SIGNI-systeem van de bron van de rivier naar de monding in zee. Op basis hiervan worden de rechter- en de linkeroever benoemd, waarbij vanaf de hoge kant komende (kijkende richting de zee) de rechteroever rechts gelegen is en de linkeroever links. Omdat niet alle vaarwegen een bron hebben kan het moeilijk zijn om de betonningsrichting te bepalen. In Nederland gelden daarom de volgende uitgangspunten:
- op rivieren stroomafwaarts (met de ebstroom mee);
- op kanalen van hoog naar laag;
- op zijvaarten en in geulen in de richting van de hoofdvaarweg of hoofdgeul;
- op meren in de richting van de uitgang naar zee of ander open water;
- op de randmeren gerekend vanaf de Hollandse Brug in oostelijke richting;
- in zeegaten en aansluitende hoofdgeulen in de richting van de Noordzee.

## Op zee
Op zee en daarmee in open verbinding staande zeegaten is de betonningsrichting volgens IALA-systeem van zee af naar binnen in de richting van de haven en de bron. De betonningsrichting bij zeeroutes die parallel langs de kust lopen is om de continenten heen met de wijzers van de klok mee. Op Het Kanaal en langs de Belgische en Nederlandse kust ligt de betonningsrichting van zuid naar noord.
In Nederland wordt op de Noordzee, Westerschelde, Waddenzee, Eems en Dollard het IALA-systeem gebruikt, en op alle overige wateren het SIGNI-systeem.